# SN 1983R
SN 1983R – supernowa typu Ia odkryta 30 września 1983 roku w galaktyce IC1731. Jej maksymalna jasność wynosiła 14,09m.